# Tcsh

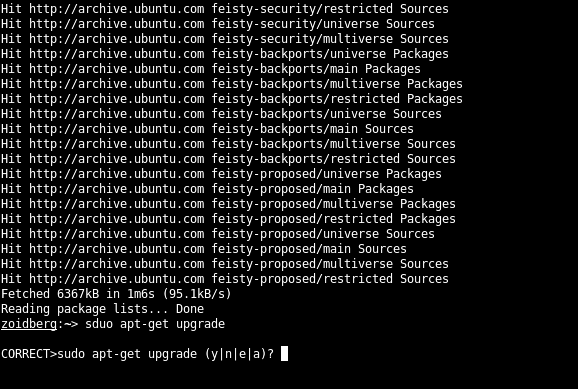
Screenshot della tcsh

La TENEX C Shell, o tcsh (pronunciato "T-shell") è una shell per sistemi Unix-like basata e compatibile con C shell (csh).
La "t" all'interno del nome sta per TENEX, un sistema operativo che diede l'ispirazione per il nome a Ken Greer, il creatore della shell.
Le versioni iniziali di macOS proponevano come shell predefinita proprio tcsh, ma in seguito la scelta degli sviluppatori di casa Apple è ricaduta su bash proponendola come shell di default a discapito di tcsh.

## Caratteristiche
Essenzialmente è una C shell che offre alcune caratteristiche aggiuntive come il completamento dei nomi dei file, command-line editing ed altre funzionalità aggiuntive.

## Distribuzioni
Le versioni iniziali di macOS proponevano come shell predefinita proprio tcsh, ma in seguito, dalla versione 10.3, si è optato per la shell bash proponendola come default per i nuovi account.
La shell tcsh è quella di default in FreeBSD e nei sistemi da questo derivati come DragonFly BSD, PC-BSD e DesktopBSD.